# نادي أردا كارجلي
نادي أردا كارجلي هو نادي كرة قدم بلغاري من مدينة كارجلي يلعب في الدوري البلغاري الممتاز،تأسس النادي في 1924.